# Erick Chapa
Erick Chapa (México, 5 de julio de 1985) es un actor mexicano.

## Filmografía

### Telenovelas
- Cautiva por amor (2025) - Fernando Fuentes Mansilla[1]
- El extraño retorno de Diana Salazar (2024-2025) - Gael[2][3]
- Consuelo (2024) -  Fernando Palomares[4]
- Pacto de silencio (2023) - Rodrigo Durán[5]
- El Rey Vicente Fernández (2022) - Tico Mendoza[6]
- Un día para vivir (2021) - Roberto[7]
- Enemigo íntimo (2020) - Arturo Morillo
- Paquita la del barrio (2017) - Camilo
- Rosario Tijeras (2016-2017) - Juan José
- UEPA! Un escenario para amar (2015) - Claudio De los Arcos / Franco Solís / Franco De los Arcos "Enigma"
- Siempre tuya Acapulco (2014) - Rodrigo Rivas Santander
- Destino (2013) - Iñaki Herrera
- Amor Cautivo (2012) - Marcelo Bustamante Arizmendi
- Emperatriz (2011) - David
- Prófugas del destino (2010-2011) - Pablo García
- Mujer comprada (2009-2010) - Alfonso Diaz-Lozano
- Secretos del alma (2008-2009) - Guillermo "Memo"
- Alma legal (2008) - Montes
- Bellezas indomables (2007-2008) - Hugo
- Se busca un hombre (2007) - Javier

### Series
- Atrapada (2018) - Felipe Vargas
- Un día cualquiera (2016) - Mariano (Homosexualidad femenina "historia 3"), Adrián (Estrés "historia 3"), Ricardo (Personas en estado de coma "historia 3")
- Pacto de silencio (2023) - Rodrigo Durán[8]

### Vídeos musicales
- Amiga - Yahir y Yuridia (2006)